# La mujer del momento
Woman of the Hour (titulada El asesino del juego de citas en España e Hispanoamérica) es una película estadounidense de suspense y true crime dirigida en 2023 por Anna Kendrick, en su debut como directora, y escrita por Ian MacAllister McDonald. Se basa en la vida del asesino en serie Rodney Alcala, quien en 1978 apareció en el programa de televisión The Dating Game en medio de su ola de asesinatos. La película gira en torno a los acontecimientos del concurso y está protagonizada por Kendrick como la concursante Sheryl Bradshaw.
El asesino del juego de citas se estrenó en el Festival Internacional de Cine de Toronto el 8 de septiembre de 2023 y fue lanzada por Netflix el 18 de octubre de 2024. 

## Trasfondo
El asesino del juego de citas es el debut como directora de la actriz estadounidense Anna Kendrick. Además de su trabajo en cine y televisión, también trabajó como productora ejecutiva en varias series y proyectos cinematográficos a partir de 2019. El guion de Ian MacAllister McDonald, entonces llamado Rodney & Sheryl, figuraba en la lista negra de las mejores ideas no filmadas de Hollywood en 2017.  La historia no lineal se basa en un incidente real. En 1978, el posterior asesino en serie convicto Rodney Alcalá participó en el programa de coqueteo de la cadena estadounidense ABC The Dating Game. De hecho, Alcalá y la concursante Sheryl Bradshaw ganaron una cita juntos. Sin embargo, se dice que su acoso nunca tuvo lugar.  A diferencia de la versión cinematográfica, Alcalá no era el candidato número 3, sino el número 1. Tampoco ganaron juntos un encuentro en Carmel, sino lecciones de tenis. 
Además de dirigir y producir, Kendrick también asumió el papel protagonista femenino de Sheryl, mientras que el costarricense Daniel Zovatto interpretó a Rodney Alcalá. Roy Lee y Miri Yoon (Vertigo), así como JD Lifshitz y Raphael Margules (BoulderLight Pictures) también participaron en el proyecto. La financiación del proyecto cinematográfico estadounidense-canadiense  se realizó a través del productor ejecutivo Stuart Ford (AGC Studios) y Bondit Media Finance. 

## Trama
Los Ángeles, finales de los años 1970: Sheryl llega a California para hacerse un hueco como actriz. Su agente y su novio le aconsejan que aparezca en el programa de coqueteo The Dating Game, ya que ello podría impulsar su carrera. Ella solo acepta participar a regañadientes. El formato consiste en una sola entrevista a tres candidatos del sexo opuesto, separados por una pared. Los candidatos deben responder de la manera más encantadora y divertida posible. Solo cuando la soltera elige un candidato ambos se ven por primera vez. 
Cuando llegan al set, el presentador Ed Burke le dice a Sheryl que debería asumir el papel de una mujer bonita e ingenua. Sin embargo, después de la primera ronda de preguntas, Sheryl adopta una postura más agresiva, lo que en realidad va en contra de la corriente del programa. En la audiencia televisiva se encuentra, entre otros, la espectadora Laura, que cree reconocer en el tercer candidato, Rodney, como el presunto asesino de su mejor amiga. Intenta en vano convencer a las fuerzas de seguridad de sus sospechas durante el espectáculo. 
Al final, Sheryl elige a Rodney. Ambos ganan juntos un viaje a Carmel-by-the-Sea. Esa misma noche él la invita a cenar juntos. Luego la persigue en el estacionamiento del estudio de televisión. No se lleva a cabo otra reunión debido al comportamiento ofensivo de Rodney y Sheryl no se convierte en víctima de su serie de asesinatos.  

## Elenco
- Anna Kendrick: Cheryl Bradshaw
- Daniel Zovatto: Rodney Alcalá
- Nicolette Robinson: Laura
- Tony Hale: Ed Burke (basado en el presentador Jim Lange)
- Kathryn Gallagher: Charlie
- Pete Holmes: Terry
- Autumn Best: Amy (basada en Monique Hoyt)
- Jessie Fraser: Lisa
- Kelley Jakle: Sara
- Taylor Hastings : Melanie
- Jedidiah Goodacre: Arnie
- Darcy Laurie: Marty

## Producción
En diciembre de 2017, el guion de Ian MacAllister McDonald, Rodney y Sheryl, apareció en la Lista Negra, una encuesta anual de los guiones más populares que aún no se han producido.  En mayo de 2021, Netflix anunció que había comprado un paquete en torno al guion de McDonald's con Chloe Okuno a bordo como directora y Anna Kendrick como protagonista.  En abril de 2022, cuando Netflix ya no estaba vinculada a ella, la película se vendió en el Festival de Cine de Cannes.  Se reveló que Kendrick ahora estaba a bordo como director y productor, además de aparecer como Cheryl Bradshaw, con el título provisional del proyecto ahora The Dating Game.   En diciembre de 2022, un productor demandó a otro productor por presunto fraude e incumplimiento de contrato; La mujer del momento fue una de las tres películas mencionadas en la demanda. 
El rodaje principal se llevó a cabo en Vancouver con Zach Kuperstein como director de fotografía de octubre a diciembre de 2022.  

## Estreno
El asesino del juego de citas se estrenó en el Festival Internacional de Cine de Toronto el 8 de septiembre de 2023. Kendrick y el elenco no asistieron debido a la huelga SAG-AFTRA de 2023.   Poco después, Netflix, que debía distribuir la película en todo el mundo al principio de su desarrollo, readquirió los derechos de distribución en Estados Unidos, así como en algunos territorios internacionales, por 11 millones de dólares.   La película se estrenó en el servicio de streaming el 18 de octubre de 2024. 

## Recepción
- En el sitio web de recopilación de reseñas Rotten Tomatoes, el 91% de las 93 críticas de los críticos son positivas, con una calificación promedio de 7,6/10. El consenso del sitio web dice: "Dirigida hábilmente por la estrella Anna Kendrick, Woman of the Hour utiliza una increíble historia real como base para un poderoso análisis de la intersección entre la misoginia sistémica y la violencia".[21]
- Metacritic, que utiliza un promedio ponderado, le asignó a la película una puntuación de 74 sobre 100, basada en 23 críticos, lo que indica críticas "generalmente favorables".[22]
- Bert Rebhandl (Frankfurter Allgemeine Zeitung) elogió el debut como director de Kendrick calificándolo de un thriller “brillante”. El Festival de Cine de Toronto “produjo una estrella” con ella; “Su talento” como cineasta “se hizo evidente”. Kendrick convierte el material, basado en un caso real, en la “'ficción americana' por excelencia". [23]
- The Guardian resaltó que: "Se trata de una historia fascinante y aterradora, más extraña que la ficción, y es una elección inusual para el debut como directora de Kendrick. Es una directora debutante convincente, que captura la sensación de una época y de varios lugares con facilidad, a pesar de no rodar en exteriores en Estados Unidos (fue una producción canadiense). El guión escueto y profundo de Ian MacAllister McDonald utiliza la aparición de Alcala como un comentario sombrío sobre la moralidad de los programas de citas, o la falta de ella, y el peligro de las citas para las mujeres, una conciencia constante de que la violencia está siempre cerca, un ego herido que se vuelve desagradable en un abrir y cerrar de ojos."[24]